# Otinotus albosignatus
Otinotus albosignatus är en insektsart som beskrevs av William Lucas Distant. Otinotus albosignatus ingår i släktet Otinotus och familjen hornstritar. Inga underarter finns listade i Catalogue of Life.